# S.S. Wilson (manusförfattare)
S.S. Wilson, även känd som Steve Wilson, är en amerikansk manusförfattare. Han har bland annat skrivit manus för filmer såsom Wild Wild West, Nr 5 lever! och Miraklet på 8:e gatan. Han har även skrivit och producerat flera av filmerna i Hotet från underjorden-serien.

## Fotnoter
1. ↑  läs online, 925rebellion.com .[källa från Wikidata]
2. ↑  läs online, classic-horror.com .[källa från Wikidata]
3. ↑  läs online, www.ign.com  .[källa från Wikidata]
4. ↑  läs online, movie.mtime.com .[källa från Wikidata]
5. ↑  www.acmi.net.au, webb-ID på ACMI: creators/38272.[källa från Wikidata]